# Hivatalos nyelv
A hivatalos nyelv az az egy vagy több nyelv, amelyet egy adott állam (vagy szervezet) a hivatalos működése során használ. A közhivatalokban az ügyintézésnél használt nyelv, amelyet az iskolákban tanítanak, a bíróságokon használnak stb.  Olyan nyelv, amely egy adott államban a legmagasabb jogi státuszt kapta más nyelvekhez képest. Hivatalos célokra, különösen a kormányzat nyelveként használt nyelv. A közigazgatási rendeleteket a hivatalos nyelven fogalmazzák meg, a polgárokat ezen nyelven tájékoztatják, a bírósági iratokat és a kérelmeket is ezen a nyelven kell benyújtani.
A hivatalos nyelveket meghatározhatja jogszabály (vagy a szervezet szabályzata), de kijelölése számos esetben hagyományon, illetve hallgatólagos megállapodáson alapul.
Egyes országokban a népesség kisebb-nagyobb része olyan regionális és kisebbségi nyelveket használ, melyek nem hivatalos nyelvei az adott országnak.
A demokrácia modern felfogása szerint a polgároknak alapvető joguk anyanyelvük szabad használata és hogy hivatalos ügyeiket anyanyelvükön intézhessék.

## Egyes országok hivatalos nyelvei

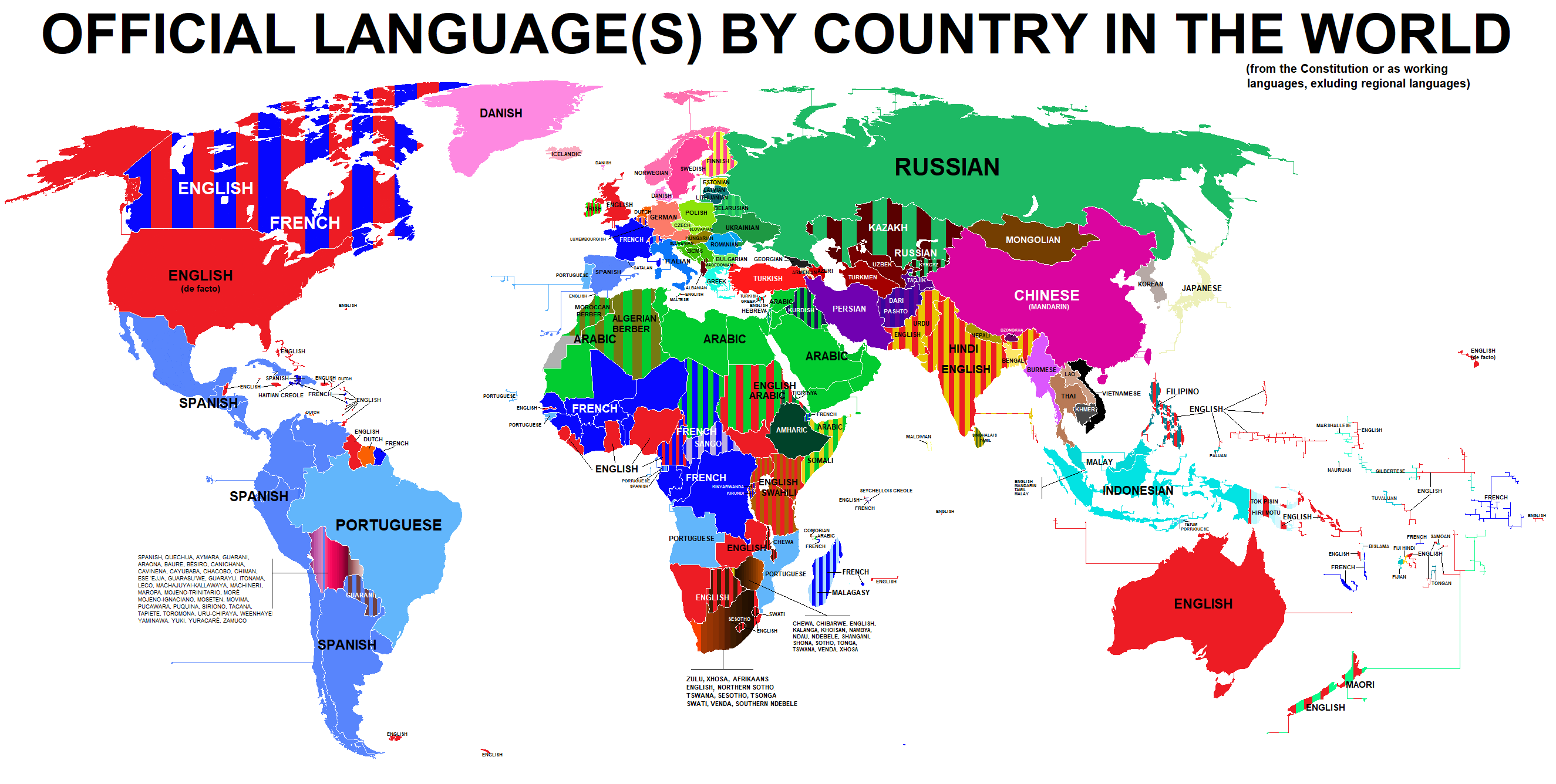
A világ országainak hivatalos nyelvei (angolul)

Néhány országban nincs nemzeti szinten elismert hivatalos nyelv. A másik véglet Bolívia, amely hivatalosan 37 nyelvet ismer el, ami a legtöbb. Bolívia után a második helyen India áll 22 hivatalos nyelvvel.
- Az angolt 58 ENSZ-tagállam és 31 függő terület használja hivatalos nyelvként.
- A franciát 34 ENSZ-tagállam és 11 függő terület használja.
- Az arab nyelvet 23 ENSZ-tagállam és Palesztina használja.
- A spanyolt 20 ENSZ-tagállam és 1 függő terület használja.
- A portugált 9 ENSZ-tagállam és 1 függő állam használja.

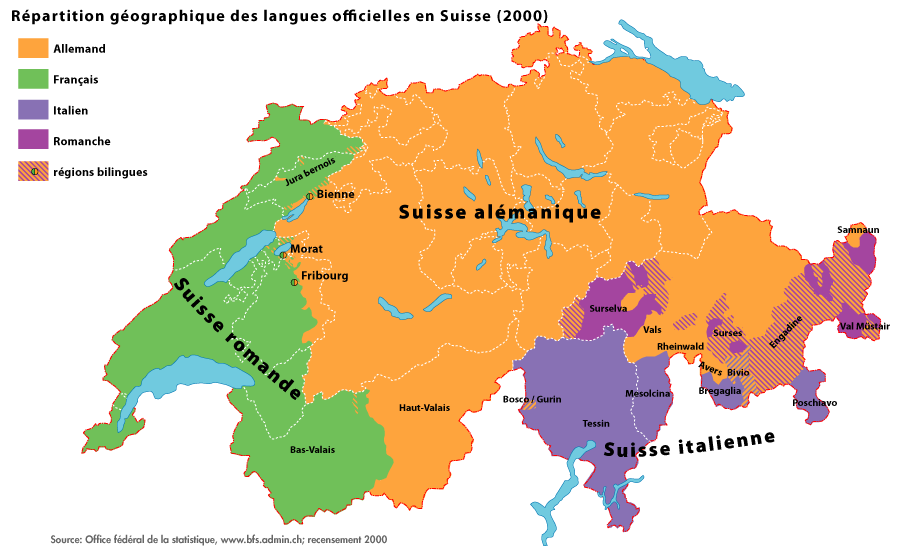
Svájc hivatalos nyelvei (sárga: német, zöld: francia, kékeslila: olasz, lila: rétoromán)

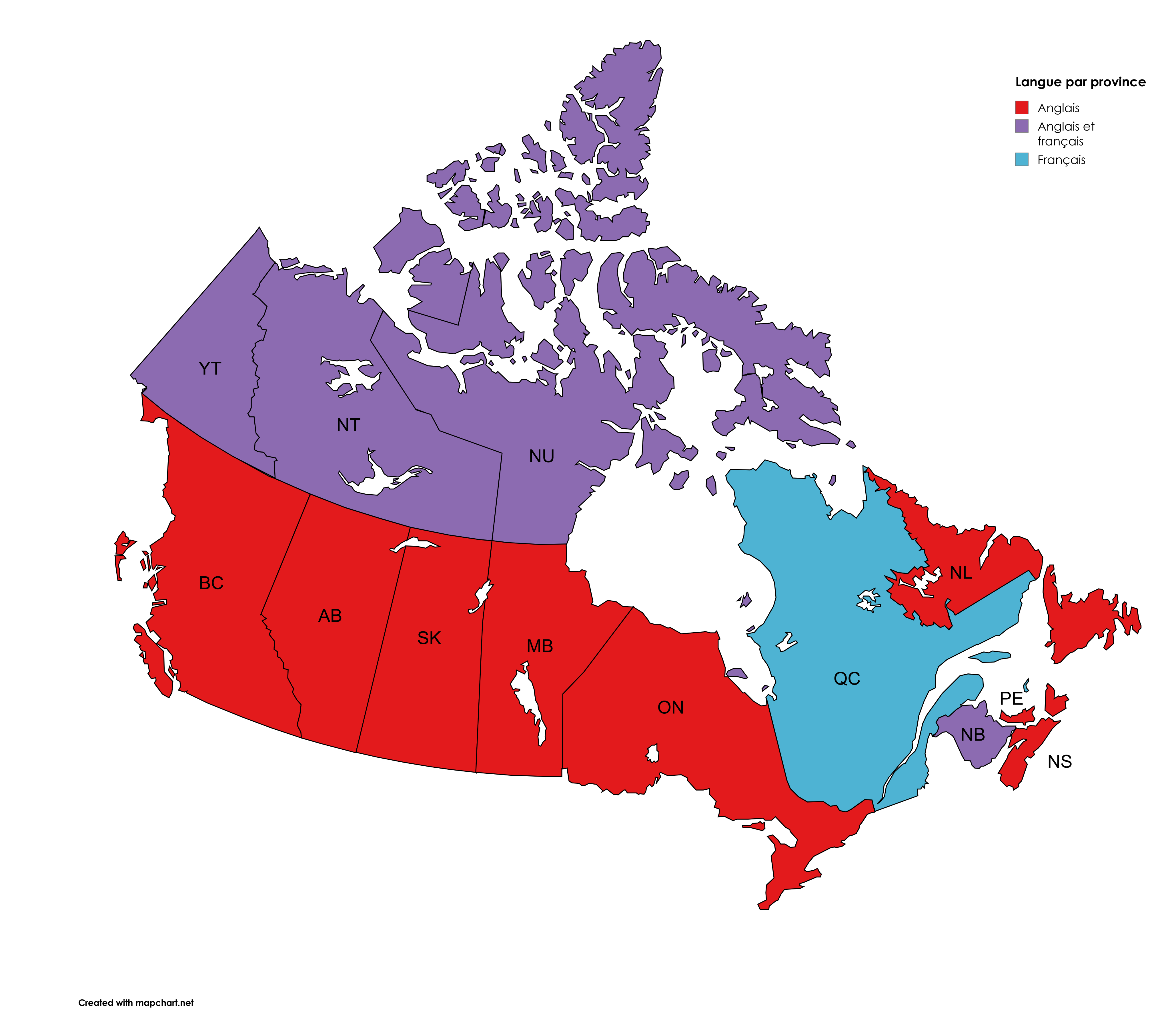
Kanadai tartományok hivatalos nyelve (piros: angol; világokék: francia; lila: kétnyelvű)

Afrika hivatalos nyelvei
Afrikaans
Arab
Angol
Francia
Portugál
Spanyol
Szuahéli
Más nyelv

Dél-Amerika hivatalos nyelvei

### Európa
Németországban és Ausztriában a hivatalos német nyelv mellett más nyelveket is hivatalos regionális nyelvként ismernek el. Svájcban például négy hivatalos nyelv van: a francia, az olasz és a német, valamint a rétoromán. 
Több országban, például Olaszországban, Spanyolországban, Hollandiában van egy hivatalos nyelve az országnak, de más nyelvek is hivatalosak egyes régiókban.
Írország az angolt, amelyet az írek többsége beszél, második hivatalos nyelvének tekinti, de az ország az ír nyelvet fogadta el első hivatalos nemzeti nyelvének, annak ellenére, hogy a lakosságnak csak kis hányada beszéli.
Svédországban nem rögzítette jogszabály a hivatalos nyelvet –, egészen 2009. július 1-jéig, amikor új nyelvtörvényt vezettek be, amelyben a svéd nyelv már az ország hivatalos nyelveként van meghatározva.
Magyarországon a Jogalkotásról szóló törvény rögzíti, hogy a jogszabályokat a magyar nyelv szabályai szerint kell megfogalmazni, ilyen értelemben a hivatalos nyelv a magyar. 2012. január 1-től az Alaptörvény kimondta, hogy a magyar a hivatalos nyelv, de megengedi a nemzetiségiek (kisebbségek) nyelvének használatának sarkalatos törvényi szabályozását is.

### Amerika
Az Amerikai Egyesült Államok volt az egyik legismertebb példája annak, hogy nem volt jogilag meghatározott hivatalos nyelve. Ennek ellenére az USA kormányzata az angolt használja hivatalos nyelveként, de számos nyelvi közösség számára teszi hozzáférhetővé anyanyelvük használatát a kormányzati szervekkel való kapcsolattartásban. Az USA sok államának van jogilag is rögzített hivatalos nyelve, és többjük nemcsak az angolt, hanem a spanyolt is e rangra emelte.
A második Trump-adminisztráció azonban egy törvénymódosítással 2025-ben hivatalosan is az angolt tette meg az Egyesült Államok hivatalos nyelvévé, ezzel megszüntetve a korábbi de facto állapotot.

### Ázsia
Kínában a mandarin az ország hivatalos nyelve, bár a kínai lakosság többsége leggyakrabban a mandarinhoz kapcsolódó regionális nyelveket vagy az etnikai kisebbségek nyelveit beszéli.
Indiában nemzetileg két hivatalos nyelv van, a hindi és az angol, valamint az alkotmány 22 nyelvet sorol fel  amelyek hivatalos elismerést, státuszt 
kapnak. Az indiai kormány „klasszikus nyelv” státuszt adományozott a tamil, a szanszkrit, a kannada, a telugu, a malajálam és az odia nyelvnek.

### Arab világ
Az arab országokban a hivatalos nyelv a standard arab, míg az anyanyelv a dialektikus arab (egy arabból származó nyelv, de attól eltérő, mivel helyben fejlődött ki), vagy akár egy teljesen más nyelv, amely nem része ugyanannak a nyelvi csoportnak (tamazight, kurd).

## Hivatalos nyelvvel nem rendelkező országok
- Argentína De facto nyelv: spanyol
- Ausztrália De facto nyelv: angol
- Bosznia-Hercegovina De facto nyelv: bosnyák, horvát, szerb
- Egyesült Királyság De facto nyelv: angol
- Japán De facto nyelv: japán
- Mauritius De facto nyelv: francia, de jure nyelv: angol
- Mexikó De facto nyelv: spanyol
- Tajvan De facto nyelv: mandarin

## Nemzetközi szervezetek
Főbb nemzetközi szervezetek hivatalos nyelvei
- ENSZ  – angol , orosz , francia , spanyol , arab , kínai
- Európai Unió egyetlen állam nyelvét sem részesíti előnyben, 24 hivatalos nyelvet ismer el
- Európa Tanács  - angol , francia
- NATO  - angol , francia
- Világbank  - angol .
- Interpol  - angol , francia , spanyol , arab
- Afrikai Unió  - angol , francia , arab , szuahéli , portugál
- FÁK  - orosz
- Nemzetközi Szabványügyi Szervezet  - angol , francia , orosz
- Nemzetközi Olimpiai Bizottság  - angol , francia